# George van Hal
George van Hal (Leiden, 28 juli 1980) is een Nederlandse journalist en publicist. Hij is wetenschapsredacteur bij landelijk dagblad de Volkskrant en schrijft daar voornamelijk over sterrenkunde, natuurkunde en ruimtevaart. Daarnaast geeft hij regelmatig publiekslezingen, en is te gast op radio en televisie. 

## Loopbaan
Van Hal studeerde in 2008 af in de sterrenkunde aan de Universiteit Leiden, en ging daarna schrijven. Hij was onder meer eindredacteur van het Nederlands Tijdschrift voor Natuurkunde, redacteur bij universiteitsbladen Eureka! (van studievereniging De Leidsche Flesch aan de Universiteit Leiden), Delta (TU Delft) en Erasmus Magazine (Erasmus Universiteit Rotterdam), en was 8 jaar lang werkzaam als coördinerend redacteur bij populairwetenschappelijk maandblad New Scientist. Sinds 2018 is hij wetenschapsredacteur bij de Volkskrant. Daar schrijft hij voornamelijk over sterrenkunde, natuurkunde en ruimtevaart. Samen met Maarten Keulemans schreef hij het Huh?!-blog. Momenteel vult hij een wekelijkse column over het heelal onder de titel 'Het heelal volgens Van Hal'.
Van Hal was lid van het journalistenpanel van Hoe? Zo! Radio (de voorganger van De Kennis Van Nu) op NPO Radio 5 en ‘huisdeskundige’ bij radioprogramma De Ochtend op NPO Radio 1.

## Nominaties en prijzen
In 2014 won Van Hal de VWN-publicatieprijs, de hoogste prijs van de vakvereniging voor wetenschapsjournalistiek en -communicatie voor zijn verhaal ‘schaduwen van de ruimtetijd’. In 2023 behaalde hij met co-auteur Margriet Oostveen de top 3 voor het verhaal 'Het einde van de machoprofessor: vrouwen in de sterrenkunde accepteren wangedrag niet langer' in de Volkskrant.
In 2022 werd Van Hal genomineerd voor de 'Uitblinker award' van Stichting Mensa Fonds.

## Sciencefiction en wetenschap
In zijn boeken Robots, aliens en popcorn en Van lightsaber tot tijdmachine bespreekt Van Hal de manier waarop sciencefiction de wetenschap beïnvloedt, en omgekeerd. Tussen 2011 en 2016 was hij gastprogrammeur (en spreker) van het ‘Science & Cinema’-programma van het Leiden International Film Festival, waarbij (sciencefiction)films door wetenschappelijke sprekers worden ingeleid. Voor de Volkskrant maakte Van Hal in 2019 de zomerserie ‘Dit is de Toekomst’ waarin hij samen met auteurs Hanna Bervoets, Jan Terlouw, Maxim Februari, Jan van Aken, Marieke Lucas Rijneveld en Arnon Grunberg in gesprek ging met Nederlandse wetenschappers. Dat leidde tot korte (sciencefiction)verhalen van de genoemde auteurs, waarbij Van Hal de wetenschappelijke toelichting schreef. In 2020 volgde de zomerrubriek 'Doe Mij Er Ook Zo Een!' waarin hij 'begerenswaardige uitvindingen uit sciencefictionfilms besprak en uitzocht of ze realiteit kunnen worden'. Daarin besprak hij onder meer de Warp Drive en Universal Translator uit Star Trek, het zweefskateboard uit Back to the Future 2 en de tijdmachine uit Doctor Who. Tussen 2021 en 2022 keerde de rubriek terug in zaterdagbijlage Boeken & Wetenschap. In televisieprogramma Atlas op NPO 2 had Van Hal een terugkerende videocolumn over sciencefiction en wetenschap. Daarin besprak hij onder meer onzichtbaarheid en tijdreizen.